# هنري الثاني، دوق برابانت
هنري الثاني دوق برابانت (الفرنسية:Henri II de Brabant، الهولندية:Hendrik II van Brabant؛ 1207 - 1 فبراير 1248) كان دوق برابانت ولوثير بعد وفاة والده هنري الأول ووالدته هي ماتيلدا البولونية حفيدة ستيفن ملك إنجلترا.

## الزواج والأبناء
تزوج هنري أولا من ماري من هوهنشتاوفن (3 أبريل 1209 - 1235) ابنة فيليب الشوابي ملك ألمانيا وإيرين أنجيلينا من القسطنطينية؛ ولديهم ستة أبناء:-
1. هنري الثالث، دوق برابانت (توفي.1261).
2. فيليب، توفي صغيراً.
3. ماتيلدا (1224 - 29 سبتمبر 1288) تزوجت من روبرت الأول، كونت أرتوا،[1] ثم من غي الأول دي شاتيلون، كونت سانت بول.
4. بياتريكس (1225 - 11 نوفمبر 1288) تزوجت من هاينريش، لاندغراف تورينغيا، ثم من ويليام الثالث دي دامبير، كونت فلاندرز.
5. ماري (1226 - 18 يناير 1256) تزوجت من لودفيغ الثاني دوق بافاريا.
6. مارغريت (توفيت. 14 مارس 1277)؛ راهبة.

ثم تزوج من صوفيا من تورينغيا (20 مارس 1224 - 29 مايو 1275) أبنة لودفيغ الرابع من تورينغيا وسانت إليزابيث من المجر؛ وكان لديهم أبن وأبنة:-
1. هاينريش (1244 - 1308)، أصبح أول لاندغراف هسن منذ 1264، هو جد الأكبر لـ حكام هسن.
2. إليزابيث (1243 - 9 أكتوبر 1261)، تزوجت من ألبرشت الأول، دوق بروانشفايغ-لونيبورغ.

توفي هنري في لوفان من العمر أربعين.